# Apolitisme
L'apolitisme est une idéologie politique ou une posture reposant sur « le refus de tout engagement politique à partir de motivations ou de justifications diverses (l'engagement politique pouvant se définir comme la défense d'une cause, le mode de vie, le vote, le militantisme, l'activisme, etc.). » Plus simplement, l'apolitisme est la volonté d'une personne de ne jamais s'impliquer dans des affaires politiques, sinon, tout au plus, de limiter son action politique uniquement au droit de vote.
L'apolitisme n'est qu'exceptionnellement une idéologie (refus motivé de se placer sur le terrain politique, affirmation d'indépendance de la part de certaines organisations). Il peut être une posture adoptée pour promouvoir en fait une option politique particulière (action syndicale, certaines formes d'abstentionnisme…). Au XXIe siècle, il traduit « essentiellement une attitude de désintérêt à l'égard de la vie politique, dont la tendance à l'affaiblissement des conflits idéologiques semble être la principale responsable ». Ce désintérêt s'exprime dans l'apathie politique, passivité relevant de deux champs qui ne se recoupent pas toujours (apathie des électeurs (en) et apathie de l'intérêt), ce qui permet d'expliquer le fait de pouvoir toujours voter tout en refusant les autres engagements politiques.

## Historique

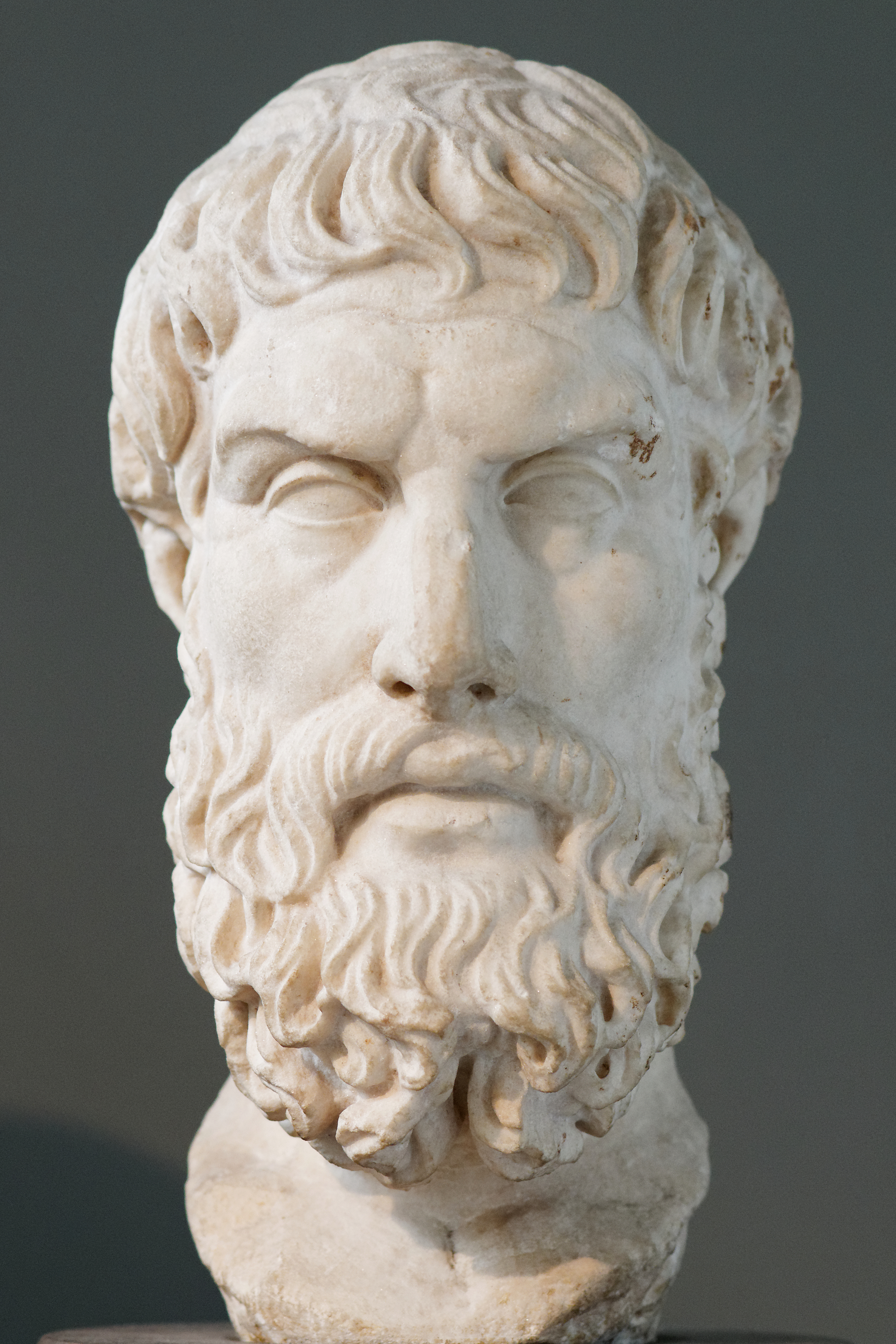
Épicure

Durant l'Antiquité, les épicuriens ont théorisé et assumé le désengagement par rapport à la vie de la cité en tant que position doctrinale. Recherchant le plaisir dans l'absence de souffrance pour le corps et de trouble pour l'âme, ils considéraient que le sage était celui qui savait éviter de s'exposer à des troubles inutiles.
Le processus de dépolitisation (décroissance de l'engagement politique) et sa résultante, l'apolitisme (absence d'engagement), s'intensifient dans tous les pays depuis les années 1980.

## Définition et étymologie

### Définition
Selon le dictionnaire Larousse, le terme « apolitisme » est défini comme un « refus de tout engagement politique, à partir de motivations ou de justifications diverses. ».

### Étymologie
Le terme « apolitisme » et « apolitique », datant de 1927, sont des mots composés du préfixe « a » (privatif) et du mot « politique » provenant du mot grec polis signifiant cité qui par extension, a donné : 
- politikos (πολιτικός), cadre général d'une société organisée et développée,
- politeia (πολιτεία), constitution, fonctionnement d'une communauté, d'une société,
- politikè (πολιτικε), art de pratiquer le pouvoir et d'organiser la cité.

## Aspects de l'apolitisme

### Apolitisme et antipartisme
L'antipartisme se distingue de l'antipolitisme par le fait qu'il autorise un système de pensée politique. Certains antipartistes prônent une démocratie participative ou une démocratie citoyenne au lieu d'une démocratie basée sur l'existence de partis politiques liés à diverses doctrines, et contraire à l'avancement de la société.

### Apolitisme et dépolitisation
Si la dépolitisation désigne « l'action de retirer tout caractère politique à quelque chose ou toute conscience politique à quelqu'un », l'apolitisme est une action personnelle, généralement volontaire, souvent liée à une démotivation.

### Apolitisme, une notion de droite ou une hypocrisie?
L'apolitisme est généralement considéré de façon défavorable par de nombreux intellectuels, tels que peuvent l'indiquer les deux témoignages suivants : 

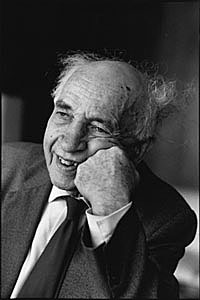
Alfred Sauvy

– L'économiste, et sociologue français Alfred Sauvy, auteur de Mythologie de notre temps, écrit en 1965[réf. nécessaire]:
« 
L'apolitisme conduit, naturellement, à une sympathie vis-à-vis de la politique conservatrice. Le jour de l'élection, si l'apolitique ne s'abstient pas, il vote de préférence pour le candidat qui fait le moins peur, par conséquent pour le défenseur du régime tel qu'il est. »

– Le philosophe français André Comte-Sponville auteur de l'essai Le mythe d'Icare, écrit en 2015: 
« Les politiciens "apolitiques" vivent dans l'hypocrisie et le mensonge, autant les individus isolés qui se prétendent apolitiques vivent dans la faiblesse et l'illusion —ou bien dans la complicité. Leur apolitisme n'est qu'une forme, elle aussi honteuse, de la politique. »

### Apolitisme et engagement social
en France
Selon Martine Barthélemy, politologue et directrice de recherches au CEVIPOF, les associations, tout d'abord de tailles modestes, se sont développées en France tout au long du XXe siècle, parallèlement à celui de l'État-providence complétant ainsi son action, dans des domaines divers telles que l'éducation populaire ou l'action sanitaire et sociale, puis elles se sont affermies et multipliées dans les décennies qui suivirent les années 1970, prenant ainsi une place de plus en plus importantes.

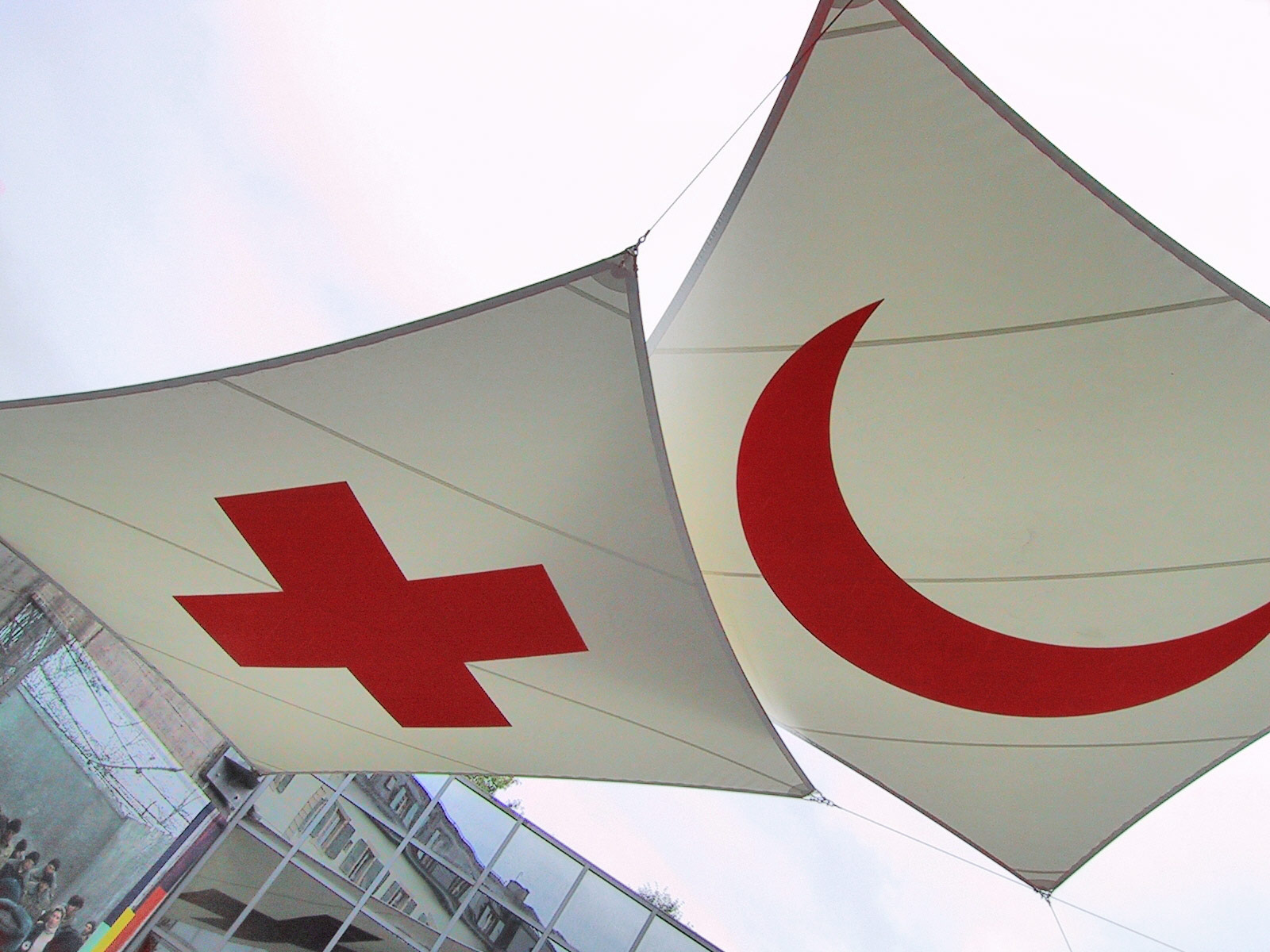
La Croix Rouge et le Croissant Rouge sont des organisations apolitiques

En ce début de XXIe siècle, de nombreuses associations françaises se sont investies dans le champ du caritatif et dans l'entraide aux citoyens dès le début de la crise économique des années 1990. Certaines associations plus radicales, comme le DAL ou Attac, ou les groupes altermondialistes se sont investies dans le champ politique, au-delà des formes classiques de l'organisation politique en France.
au niveau international
Certaines organisations non gouvernementales (ONG) et organisations internationales (OI) se disent apolitiques, principalement celles qui ont un but purement humanitaire. Le Mouvement international de la Croix-Rouge et du Croissant-Rouge est l'exemple le plus célèbre. Le fait qu'il soit considéré apolitique lui a permis d'avoir accès aux camps de prisonniers de guerre.
Un code de conduite à l'intention des membres du Mouvement international de la Croix-Rouge et du Croissant-Rouge ainsi que pour les ONGs indiquant les comportements à tenir lors des opérations de secours en cas de catastrophes est d'ailleurs publié sur ce sujet précis sur le web.

### Apolitisme et sport
Le sport, phénomène largement aussi universel et répandu dans le Monde que la politique, se situe pourtant sur un autre champ d'activité. Dès le début de la création des différentes associations sportives à la fin du XIXe siècle et au début du XXe siècle, des liens entre les clubs sportifs et des associations politiques ou  religieuses existent, mais les débats doctrinaux restent en dehors des activités sportives, celles-ci ne devant normalement être réservés qu'à l'activité physique. L'augmentation croissante des pratiquants au sein même de ces petites groupes d'activités sportives vont les faire évoluer vers des fédérations de plus en plus larges, ouvertes à toutes les catégories sociales.

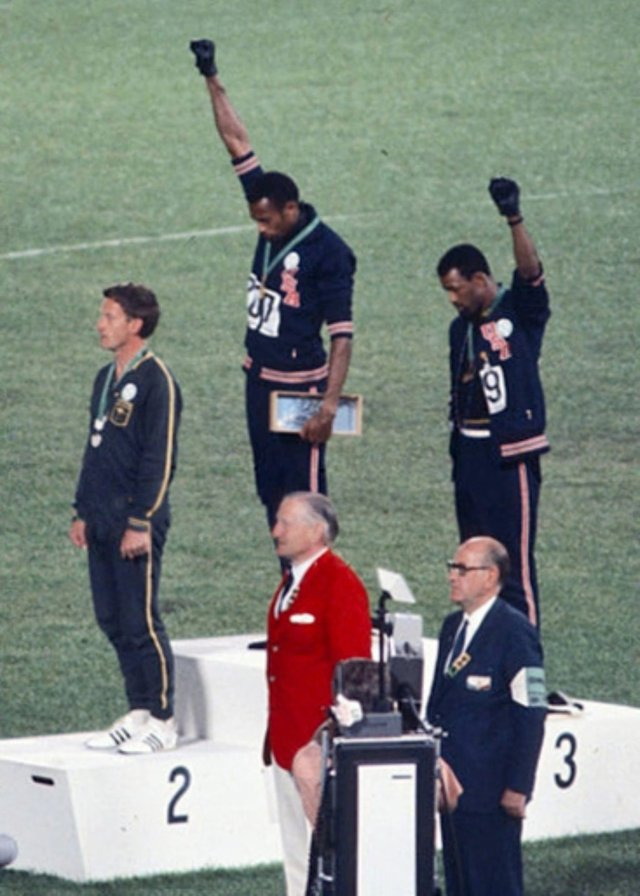
Podium du 200 m des Jeux olympiques de 1968 : poings levés, les Américains Tommie Smith et John Carlos et l'Australien Peter Norman qui porte un badge de soutien à l'action politique des deux sportifs américains.

Dès lors, la mise en place d'un code de conduite dit neutre va progressivement se mettre en place, notamment avec la création de l'olympisme. Selon le CIO : « L'Olympisme est une philosophie de la vie, exaltant et combinant en un ensemble équilibré les qualités du corps, de la volonté et de l'esprit. Alliant le sport à la culture et à l'éducation, l'Olympisme se veut créateur d'un style de vie fondé sur la joie dans l'effort, la valeur éducative du bon exemple et le respect des principes éthiques fondamentaux universels. »
La diffusion de pratiques sportives telles que le cyclisme (le vélo est le principal moyen de transport de l'ouvrier) et le football (qui nécessite peu de moyens) vont lier les classes populaires au sport alors que celui-ci semblait être réservés aux classes plus aisées jouissant d'un temps libre plus important. Afin d'unir le plus rapidement possible toutes ces pratiques sportives, le CIO créé par Pierre de Coubertin, issu de la grande bourgeoisie va tenter de séparer le plus possible, l'action politique et la pratique sportive afin de fédérer les activités au sein d'un même organisme.
Petit à petit, l'apolitisme va s'imposer dans les pratiques sportives de haut niveau et même si certains pratiquants tentent ponctuellement ou sporadiquement d'utiliser leur performances pour déclarer leurs opinions, le CIO tentera de garder cette ligne de neutralité, allant jusqu'à accepter la professionnalisation et la mercantilisation du sport plutôt que de laisser le domaine de la politique s'immiscer dans ce domaine.
Le géopolitologue français Pascal Boniface, auteur du livre JO politiques tente de démontrer que la désignation, l'organisation et le déroulement des Jeux Olympiques ont toujours été des phénomènes politiques, depuis les premiers JO d'Athènes en 1896. Il évoque ainsi les JO de Berlin de 1936, organisés par l'Allemagne nazie, les poings levés des athlètes noirs américains sur le stade des JO de Mexico en 1968, la prise d'otages de la délégation israélienne lors des Jeux de Munich en 1972 et les boycotts massifs, sur fond de guerre froide, lors des JO de Moscou en 1980 et des JO de Los Angeles en 1984.

### Apolitisme et syndicalisme
En France, la notion d'apolitisme a souvent été associée à la charte d'Amiens, adoptée lors du congrès de la CGT, en 1906. il faut cependant voir en cette apolitisme, une séparation des partis politiques mais gardant cependant un positionnement politique. Reconnaissant la lutte de classe, la charte assigne au syndicalisme un double objectif et une exigence : la défense des revendications immédiates et quotidiennes, et la lutte pour une transformation d'ensemble de la société « par l'expropriation capitaliste », en toute indépendance des partis politiques et de l'État, le syndicalisme se suffisant à lui-même. Par ailleurs, elle « préconise comme moyen d'action la grève générale et [...] considère que le syndicat, aujourd'hui groupement de résistance, sera, dans l'avenir, le groupement de production et de répartition, base de réorganisation sociale ».
En France encore, la promotion et défense des étudiants (PDE) est une organisation étudiante représentative PDE qui se définit, à l'instar des associations qui la composent, comme « apolitique, et indépendante »[réf. nécessaire].

## Positions individuelles

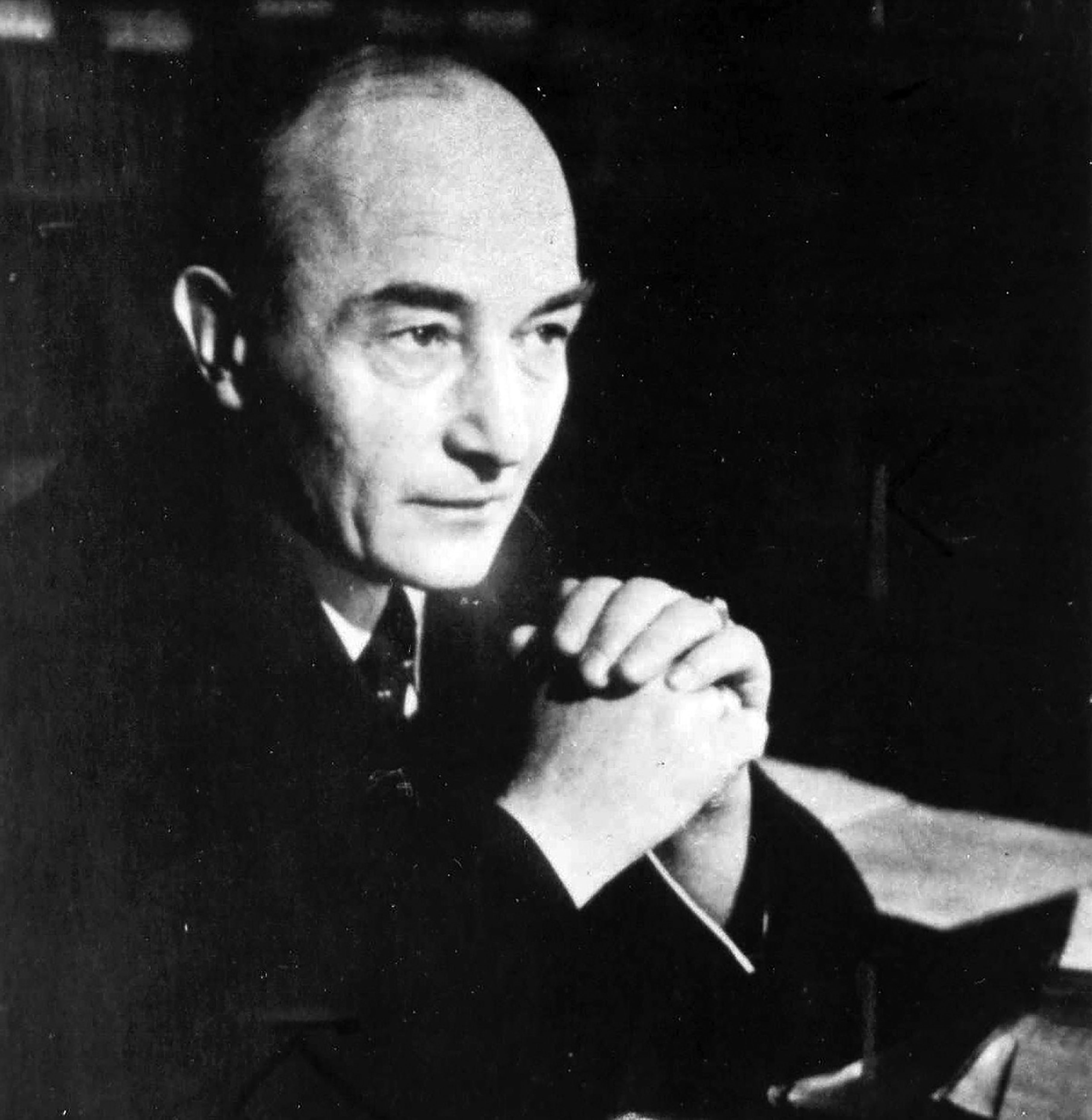
Robert Musil
L'écrivain autrichien Robert Musil, décédé en 1942, a revendiqué une certaine forme d'apolitisme, notamment par le personnage principal de son roman, L’Homme sans qualités. Son désintérêt pour l'engagement politique lui permet de se lancer dans une réflexion éthique et plus particulièrement sur une quête de soi dont le principe repose sur une éthique perfectionniste.

Dans on ouvrage on peut découvrir cette citation 
« Qu'importent en fin de compte les événements en tant que tels ! Ce qui compte, c'est le système de représentations à travers lequel on les observe, et le système personnel dans lequel on les insère. »
Bertrand de Jouvenel
L’émeute organisée par les ligues antiparlementaires, le 6 février 1934 impressionna beaucoup Bertrand de Jouvenel, alors adhérent au Parti radical où il milite aux côtés des « Jeunes Turcs. Il est alors convaincu de l'inefficacité des partis politiques traditionnels et quitte le Parti radical, et déclare préférer agir comme un « électron libre ».
Il lance alors avec Pierre Andreu l'hebdomadaire La Lutte des jeunes, qui fustige la « corruption du régime », tout en multipliant ses collaborations à d'autres journaux, parmi lesquels l’hebdomadaire Gringoire pour lequel il couvre en 1935 le Congrès du Parti nazi qui adopte les Lois de Nuremberg. Il fréquente alors les milieux royalistes et nationalistes et des intellectuels comme Henri De Man ou Pierre Drieu la Rochelle.
Betrand de Jouvenel sort donc de son apolitisme, en se rapprochant de l'extrême droite avec laquelle il finira par rompre en s'exilant en Suisse afin de se consacrer à l'économie, à la sociologie politique et aux questions environnementales.